# Загадочная птица из Бобайро
Загадочная птица из Бобайро (англ. Mysterious bird of Bobairo) — птица из семейства райских птиц отряда воробьинообразных, предположительно являющаяся гибридом красной шилоклювой райской птицы подвида Epimachus fastuosus atratus и чудной райской птицы подвида Lophorina superba feminina. Название было дано Эрролом Фуллером.
Известен только один экземпляр этой птицы, представляющий собой взрослую особь мужского пола и хранящийся в естественно-научном музее Натуралис в Лейдене, Нидерланды. Он был пойман в Бобайро, около города Энаротали возле озера Паниай в горах Вейланд Западной Новой Гвинеи.